# 沈宏宇
沈宏宇（1966年10月—），男，汉族，黑龙江兰西人，中华人民共和国政治人物。1988年11月加入中国共产党，1989年7月参加工作，清华大学化学系物理化学及仪器分析专业毕业，理学学士学位。曾任中共齐齐哈尔市委副书记、齐齐哈尔市人民政府市长，现任中共齐齐哈尔市委书记。

## 生平
1989年，他毕业于清华大学化学系物理化学及仪器分析专业，后分配到石家庄市华北制药厂质检处担任质检员。1990年后，在黑龙江省大庆市工作，曾任中共大庆市委副书记、政法委书记。2016年3月，任黑龙江省工业和信息化委员会党组副书记、常务副主任。2017年9月，挂职广东省经济和信息化委员会副主任。2019年1月，任黑龙江省新产业投资集团有限公司党委书记、董事长。
2021年12月，沈宏宇任中共齐齐哈尔市委副书记、代市长，隔年1月转正任齐齐哈尔市人民政府市长。
2023年3月，沈宏宇任中共齐齐哈尔市委书记。同年10月，不再兼任齐齐哈尔市人民政府市长。